# Nautilocalyx arenarius
Nautilocalyx arenarius är en tvåhjärtbladig växtart som beskrevs av L.E. Skog och Julian Alfred Steyermark. Nautilocalyx arenarius ingår i släktet Nautilocalyx och familjen Gesneriaceae. Inga underarter finns listade i Catalogue of Life.